# テトゥアン (装甲艦)
| 装甲艦テトゥアン |                                                                                 |
| 艦歴             |                                                                                 |
| 発注             | フェロル造船所                                                                  |
| 起工             | 1861年                                                                          |
| 進水             | 1863年                                                                          |
| 就役             | 1866年スペイン海軍で就役。                                                      |
| 退役             |                                                                                 |
| その後           |                                                                                 |
| 除籍             | 1873年12月                                                                      |
| 前級             | ヌマンシア                                                                      |
| 次級             | Vitoria                                                                         |
| 性能諸元         |                                                                                 |
| 排水量           | 常備：6,200トン 満載：-トン                                                     |
| 全長             | 85.0m -m（水線長）                                                              |
| 全幅             | 17.0m                                                                           |
| 吃水             | 6.95m                                                                           |
| 機関             | 形式不明石炭専焼円缶-基 +レシプロ機関1基1軸推進                                 |
| 最大 出力        | 5,000hp                                                                         |
| 最大 速力        | 10.0ノット（機関航行時）                                                        |
| 航続 距離        | 12ノット/2,118海里                                                              |
| 燃料             | 石炭：800トン                                                                   |
| 乗員             | 500名                                                                           |
| 兵装             | 1862年型 20.6cm：68ポンド（-口径）カノン砲40～41基                              |
| 装甲             | 鉄製 舷側：127mm（水線部） ボックス･シタデル：127mm 主砲砲郭部：127mm（最厚部） |

 テトゥアン （スペイン語：Fragata blindada Tetuán）は、スペイン海軍が保有した装甲艦で同型艦はない。

## 艦形について
船体形状は乾舷の高い平甲板型船体を採用しており、艦首水面下には未だ衝角（ラム）が付いている。船体には3本の帆走用マストを持っており、1番・2番マストの間に2本煙突を立てていた。艦内の砲郭内に主砲の68ポンドカノン砲を単装で40～41基搭載しており、舷側に片舷20箇所の砲門から砲身を出していた。

## 参考図書
- 「Conway All The World's Fightingships 1860-1905」（Conway）